# Douglas A2D
Die Douglas A2D Skyshark war ein Jagdbomber des US-amerikanischen Unternehmens Douglas Aircraft Company, der 1945 bis 1952 für die United States Navy entwickelt wurde, aber nach Problemen mit dem Triebwerk nie in Dienst gestellt wurde.

## Entwicklung
Das Bureau of Aeronautics (BuAer) der U.S. Navy beauftragte Douglas am 25. Juni 1945 mit der Entwicklung eines Jagdbombers mit Turboprop-Antrieb. Douglas nannte das Projekt D-557 und erarbeitete drei Entwürfe in den nächsten anderthalb Jahren. Die D-557A sollte je ein Turboproptriebwerk General Electric TG-100 in Gondeln in den Flügeln erhalten, die D-557B sollte das TG-100 mit gegenläufigen Propellern erhalten und die D-557C sollte mit dem Westinghouse 25D ausgerüstet werden. Man baute 1:1-Attrappen; von Plänen, eine AD Skyraider mit einem Turboprop-Triebwerk auszurüsten, sah man jedoch ab, da diese noch nicht einsatzfähig waren.
Douglas erhielt am 11. Juni 1947 eine vorläufige Bestellung. Das Flugzeug sollte nun eine Reichweite von 1000 km haben und von kleinen Geleitträgern aus operieren können. Douglas erarbeitete daraufhin ein Flugzeug mit dem Allison XT40, das entfernt an die Skyraider erinnerte.
Das XA2D-1 Skyshark genannte Flugzeug sollte ein AN/APS-19-Radar in der Propellerhaube erhalten und 2500 kg an 11 Außenlaststationen unter Flügeln und Rumpf tragen können. Der erste Prototyp flog erstmals am 26. Mai 1950 auf dem Rogers Dry Lake. Nach dem Ausbruch des Korea-Krieges bestellte die U.S. Navy 10 Prototypen und 81 Serienflugzeuge. Douglas bereitete die Serienproduktion vor.

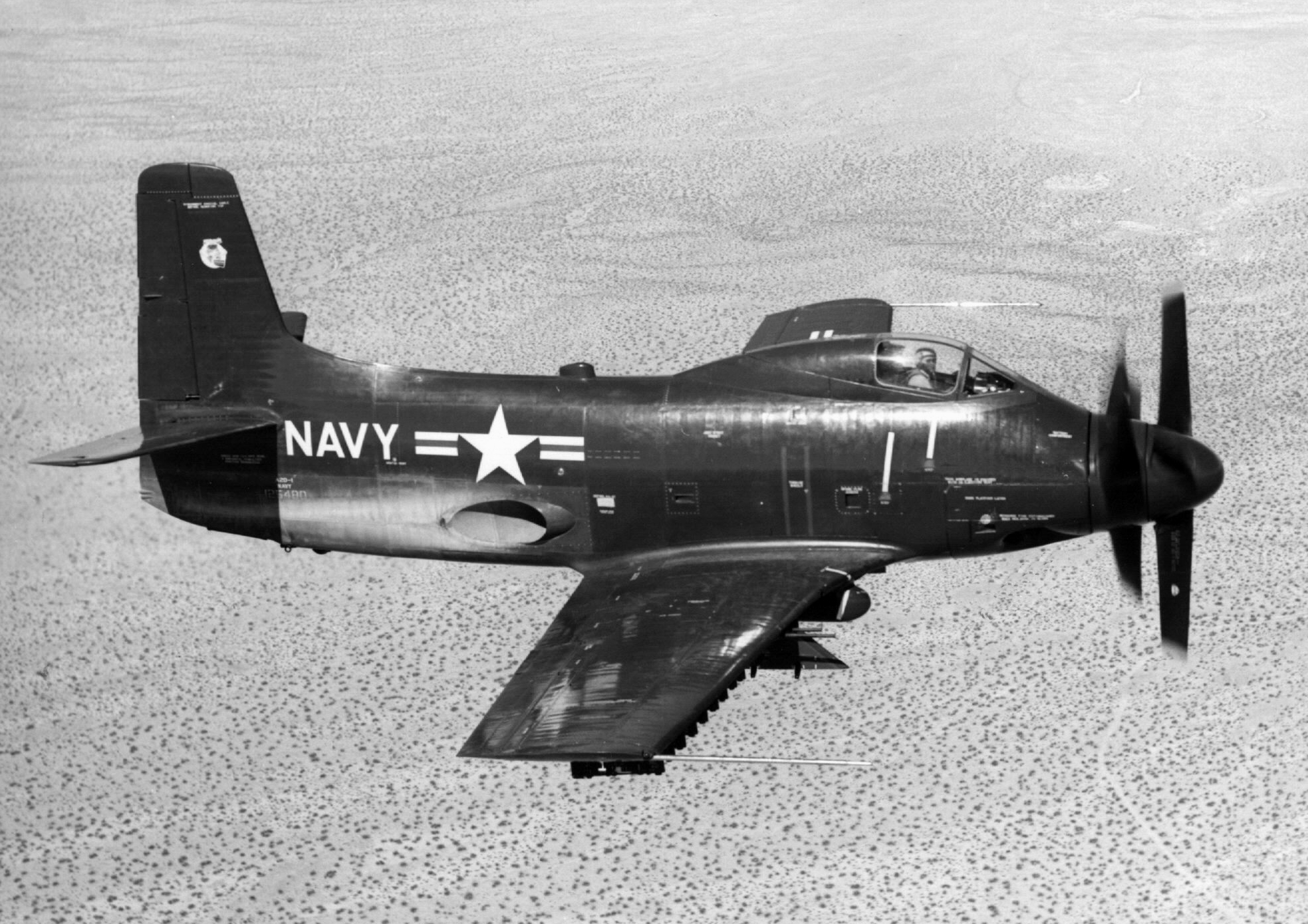
Eine XA2D-1 im Flug

Allerdings traten beim Prototyp starke Vibrationen des Triebwerks auf und das Flugzeug stürzte am 19. Dezember 1950 ab, wobei der Testpilot, Lt. Cmdr. Hugh Wood Jr. ums Leben kam. Erst am 3. April 1952 flog die nächste A2D, aber die Probleme mit dem Triebwerk blieben bestehen. Schon Mitte 1952 wurde überlegt, das Programm einzustellen, Ende 1952 stornierte die U.S. Navy den Auftrag über die 81 Serienflugzeuge. Douglas sollte die erfolgreiche Skyraider produzieren und die Mittel für die A2D wurden in den strahlgetriebenen Jagdbomber A4D Skyhawk umgeleitet. So ereilte die A2D das gleiche Schicksal, wie alle anderen Flugzeuge, die mit dem XT-40 ausgerüstet waren, wie z. B. die North American XA2J Super Savage und die Convair R3Y Tradewind.
Insgesamt wurden 12 A2D gebaut, von denen aber nur acht flogen. Bureau-No. (BuNo) 125485 ist erhalten geblieben und am Idaho Falls Regional Airport, Idaho (USA), ausgestellt.

## Versionen
XA2D-1zwei Prototypen (BuNo 122988/122989).
A2D-110 Serienflugzeuge (BuNo 125479 bis 125488), von denen aber vier (125485–125488) wegen Triebwerksproblemen nie flogen. Der Auftrag für 81 weitere (127962–128042, 132793–133042, 134438–134445) wurde storniert.

## Technische Daten

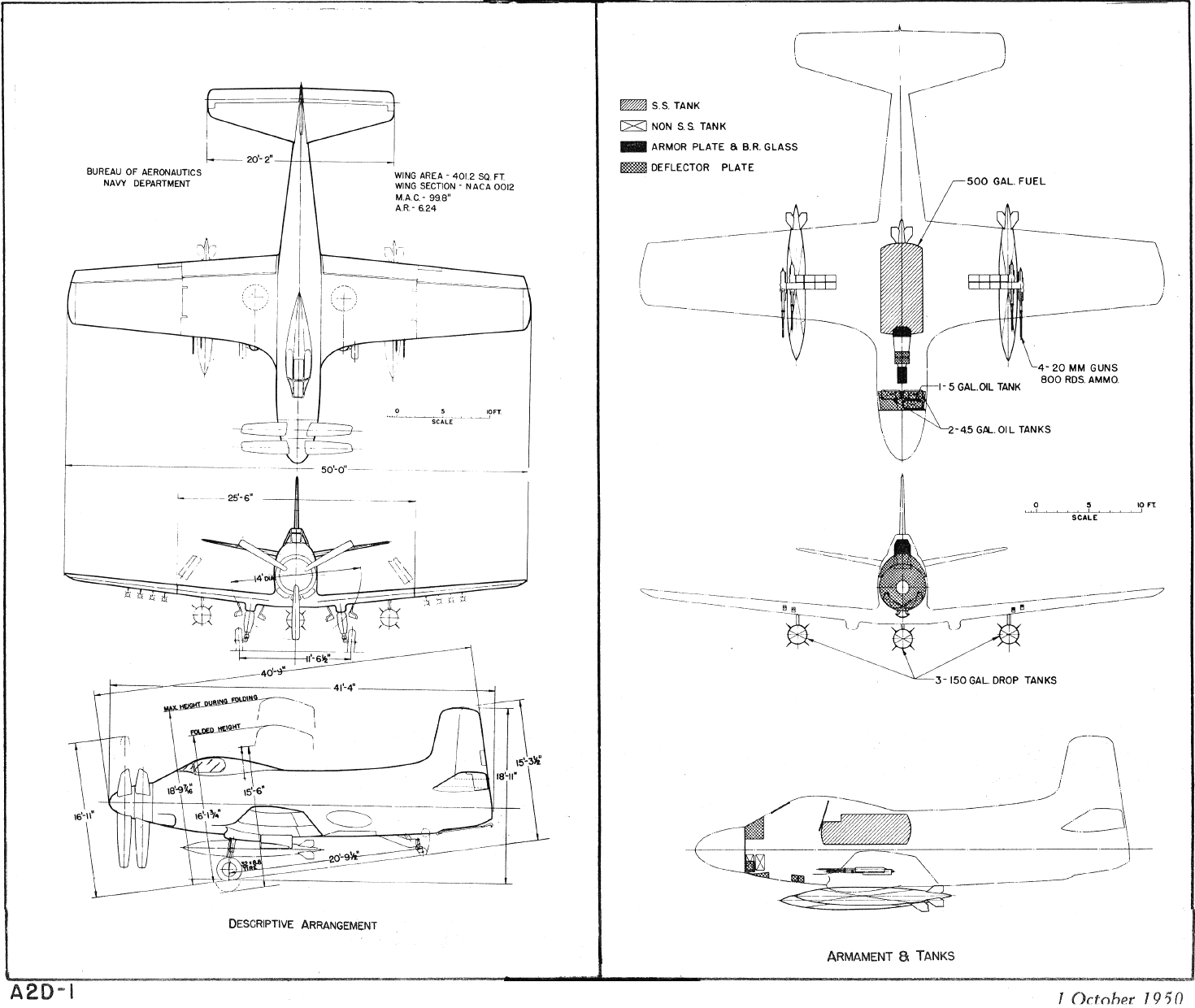
Risszeichnung der der A2D-1 Skyshark

| Kenngröße             | Daten der A2D-1                                                  |
| --------------------- | ---------------------------------------------------------------- |
| Besatzung             | 1                                                                |
| Länge                 | 12,58 m                                                          |
| Spannweite            | 15,24 m                                                          |
| Höhe                  | 5,20 m                                                           |
| Flügelfläche          | 37,16 m²                                                         |
| Flügelstreckung       | 6,3                                                              |
| Leermasse             | 5.864 kg                                                         |
| max. Startmasse       | 8.500 kg                                                         |
| Tragflächenbelastung  | 320 kg/m²                                                        |
| Höchstgeschwindigkeit | 813 km/h                                                         |
| Dienstgipfelhöhe      | 14.664 m                                                         |
| max. Reichweite       | 3.520 km                                                         |
| Antrieb               | ein Turboproptriebwerk Allison XT40-A-2 mit 5.100 WPS (3.800 kW) |

### Bewaffnung
- vier 20-mm-Kanonen

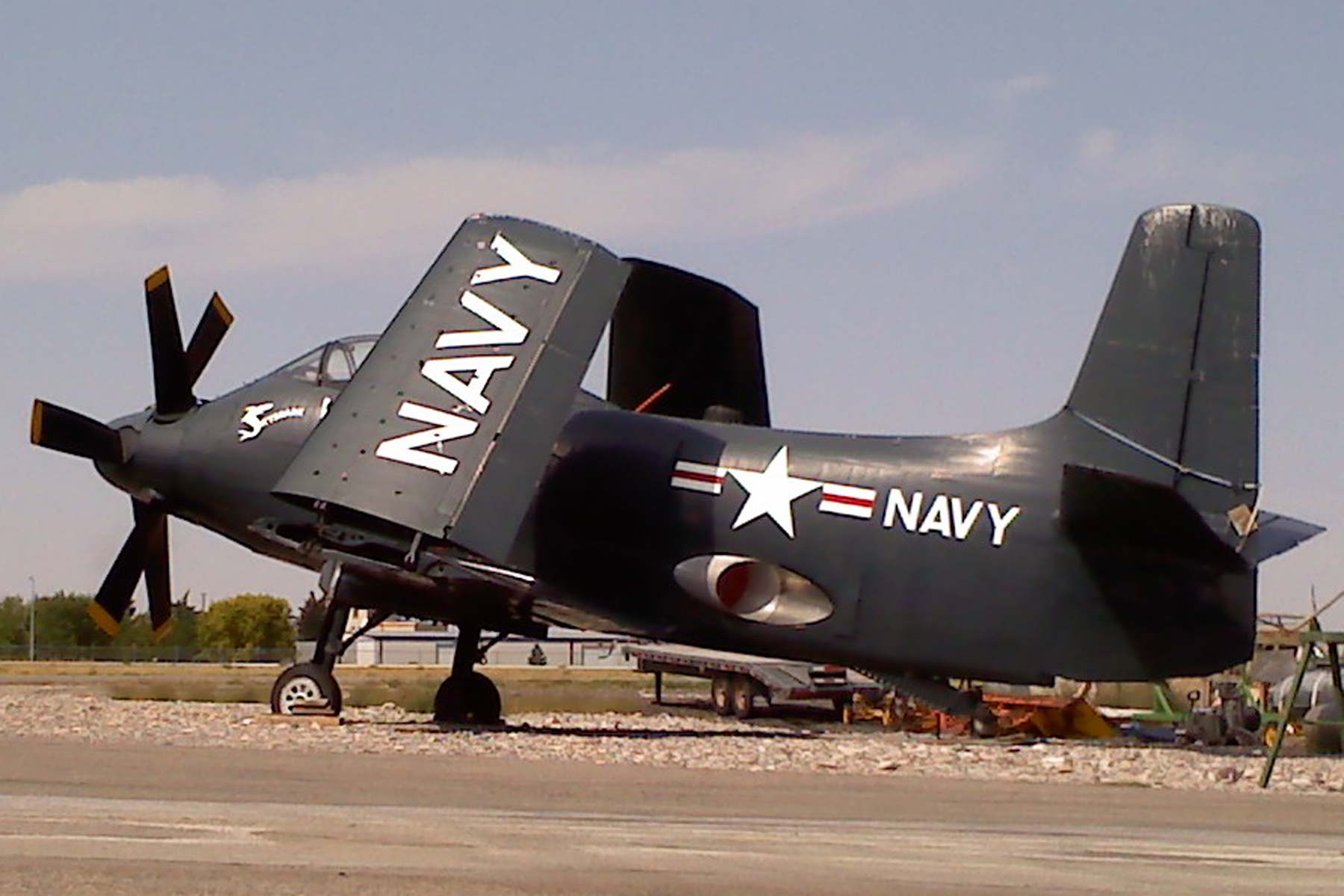
Die einzig erhaltene A2D-1

- bis zu 2.500 kg Außenlasten an 11 Außenlaststationen:
  - Bomben
  - Wasserbomben
  - Minen
  - Napalmbehälter
  - Raketen
  - Torpedos